# Pfarrkirche Kettlasbrunn

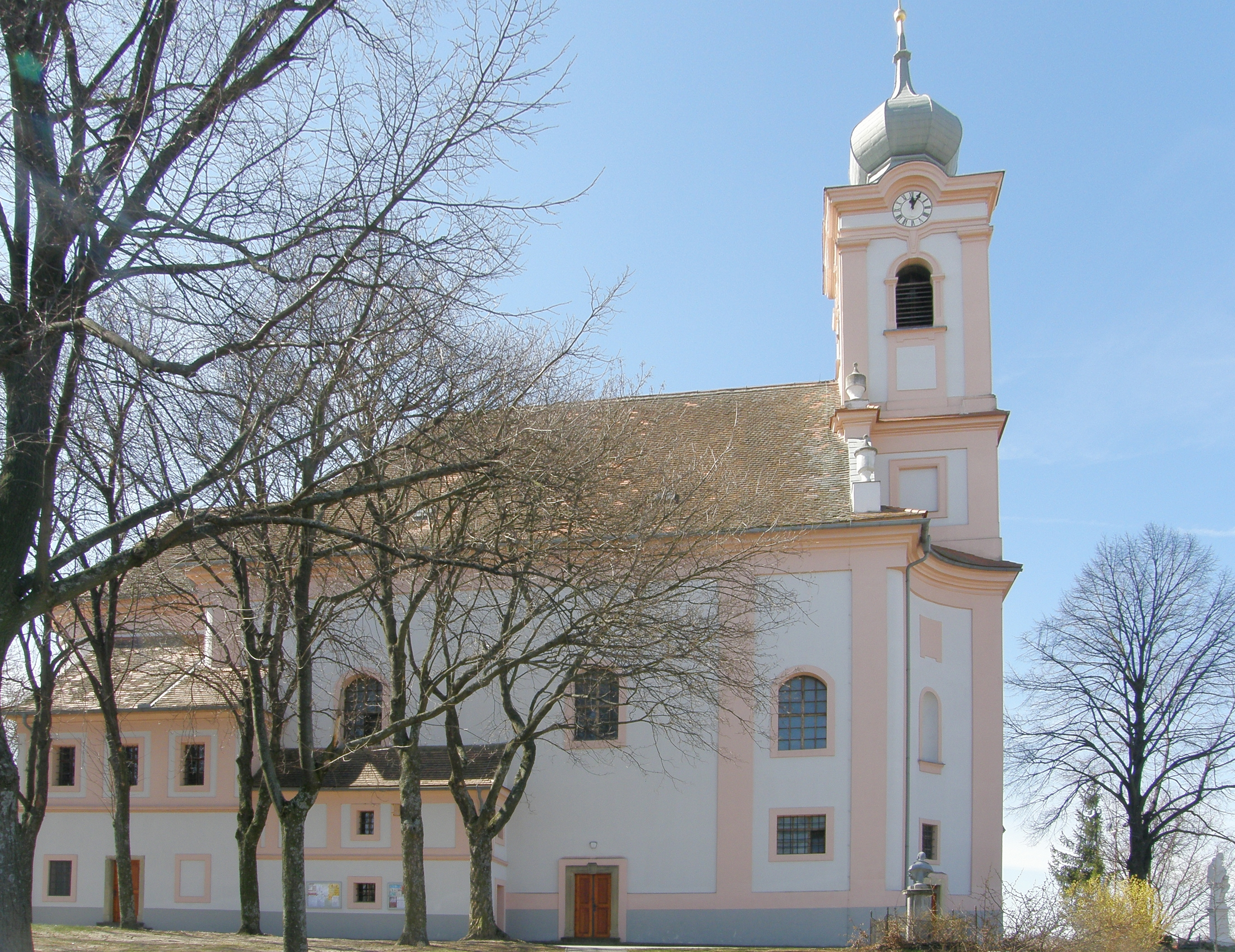
Katholische Pfarrkirche hl. Sebastian in Kettlasbrunn

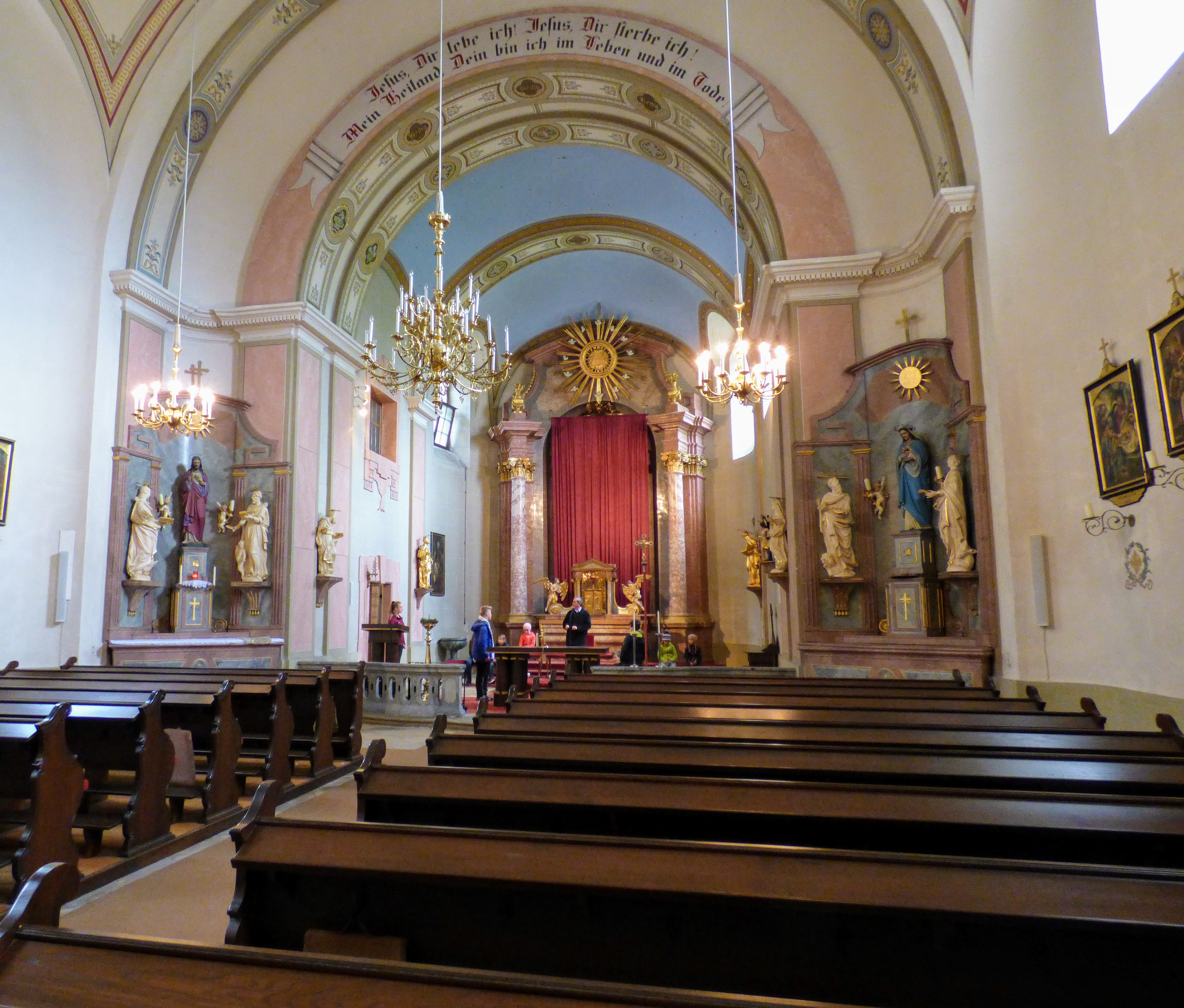
Langhaus, Blick zum Chor

Die römisch-katholische Pfarrkirche Kettlasbrunn steht weithin sichtbar auf dem Kirchhügel im Südosten der Ortschaft Kettlasbrunn in der Stadtgemeinde Mistelbach im Bezirk Mistelbach in Niederösterreich. Die dem Patrozinium des hl. Sebastian unterstellte Pfarrkirche gehört zum Dekanat Mistelbach-Pirawarth im Vikariat Unter dem Manhartsberg der Erzdiözese Wien. Die Pfarrkirche steht unter Denkmalschutz (Listeneintrag).

## Geschichte
Das Vikariat entstand vermutlich nach 1200 und die Pfarre vor 1600.
Ein Pestvotivbild aus 1653 zeigt die Ansicht der Vorgängerkirche. Das vermutlich ehemalige Hochaltarbild hl. Rochus um 1700 befindet sich auf der Orgelempore. Der mächtige spätbarocke Kirchenbau wurde von 1782 bis 1789 erbaut.

## Architektur
Das Kirchenäußere zeigt ein Langhaus und einen niedrigeren Chor mit einem Korbbogenschluss mit einer durchgehenden Sockelzone und unter Satteldächern. Das Langhaus ist mit Lisenen und Putzbändern sowie mit faschengerahmten Rundbogenfenstern gegliedert. Die Westfront zeigt mittig den vorgestellten viergeschoßigen Turm mit einem Zwiebelhelm, er schwingt gerundet zu den westlichen Langhausecken aus, er hat Rechteckfenster, das dritte Geschoß ist über einem Gesims mit Lisenen gegliedert, das Glockengeschoß zeigt Pilaster und rundbogige Schallfenster. Das Westportal hat einen dreieckigen Blendgiebel. Die konvexen Wände zu beiden Seiten des Turmes haben Portale und rechteckige Fenster, im Süden vermauert, und Rundbogennischen. Nordseitig am Chor steht eine zweigeschoßige Sakristei.
Vor der Westfassade befinden sich zwei Steinplastiken aus Sandstein auf Sockeln mit Kartuschen, sie zeigen die Heiligen Johannes Nepomuk um 1780 und Florian renoviert 1901.
Das Kircheninnere zeigt ein zweijochiges zentralisiertes Langhaus mit ausgerundeten Ecken und westlich ein schmäleres Emporenjoch, das Kirchenschiff ist mit Platzlgewölben über Doppengurten auf breiten Wandvorlagen mit Doppelpilastern mit einem profilierten Gesims überwölbt. Die platzlunterwölbte Orgelempore hat eine vorschwingende Brüstung 1789. Der Triumphbogen ist rundbogig. Der leicht erhöhte eingezogene einjochige Chor mit einem runden Schluss ist mit einem Platzlgewölbe über Gurtbögen auf Pilastern überwölbt. In der Chornordwand befindet sich ein Emporenfenster mit aufwendiger Putzrahmung.
Die Gewölbe zeigen dekorative Malereien, die Orgelbrüstung und die Pilaster sind marmoriert.

## Einrichtung
Der Hochaltar aus 1780 als klassizistisches Säulenretabel hat einen geschwungenen Giebelaufsatz, er zeigt das Altarblatt hl. Sebastian aus dem Anfang des 19. Jahrhunderts. Im Chor gibt es die hochbarocken Statuen der Heiligen Peter und Paul um 1700 sowie die spätbarocken Statuen der Heiligen Joachim und Anna. An der Chorseitenwand gibt es ein spätbarockes Relief Hl. Dreifaltigkeit unter einem Baldachin.
Die Seitenaltäre um 1800 haben marmorierte Wandverkleidungen um eine Mittelnische und tragen seitlich hochbarocke Statuen, links die Heiligen Johannes Evangelist und Matthäus und rechts Markus und Lukas, alle um 1700.
Die im Jahre 1900 von Franz Josef Swoboda erbaute und 1912 umgebaute Orgel wurde 1991 durch eine Pflüger-Orgel (19/II/P) ersetzt.

## Grabdenkmäler
Außen
- Steinernes Grabkreuz zu Lorentz Reisinger 1757.